# Messier 5
A Messier 5 (más néven M5 vagy NGC 5904) gömbhalmaz a Kígyó csillagképben.

## Felfedezése
A halmazt 1702-ben fedezte fel Gottfried Kirch. Charles Messier 1764-ben írta le.

## Tudományos adatok
Nagyon sok változócsillagot tartalmaz, többségük RR Lyrae-típusú.

## Megfigyelési lehetőség
Megfelelő körülmények között szabad szemmel is észlelhető. A Béta Librae csillagtól északra található, májustól júliusig figyelhető meg Magyarországról kényelmesen. A Messier-maraton során az M83 galaxis után és az M13 gömbhalmaz előtt érdemes felkeresni.